# Білібай
Біліба́й (каз. Билібай) — село у складі Жанакорганського району Кизилординської області Казахстану. Входить до складу Байкенженського сільського округу.
У радянські часи село називалось МТФ № 5, до 1997 року — Кандикудук.
Населення — 284 особи (2021; 539 у 2009, 290 у 1999, 549 у 1989).